# Itinéraire
Pour les articles homonymes, voir Itinéraires.

Carte de l'itinéraire routier reliant Vilnius à Klaipėda via Kaunas (en rouge) et correspondant à l'autoroute lituanienne A1.

Un itinéraire, du latin itinerarius qui a le même sens, lui-même de iter, itineris qui signifie en français « chemin », est un parcours, en chemins, sentiers, rues et autres passages habituels, à suivre pour se rendre d'un endroit à un autre. Le terme s'applique à tout mode de transport, qu'il soit terrestre, maritime ou aérien, motorisé ou non. À pied, les chemins de Compostelle ou les sentiers de grande randonnée par exemple sont des itinéraires de randonnée.
L'itinéraire peut être thématique : touristique, commercial, militaire, religieux. Le plus souvent, il comporte des étapes, points de redirection et points remarquables : carrefours, villes, ouvrages, etc.
Les itinéraires sont un sous-genre du récit de voyage comme Chateaubriand avec Itinéraire de Paris à Jérusalem ou encore Itinéraire d'Antonin datant de l'Empire romain.

## Histoire

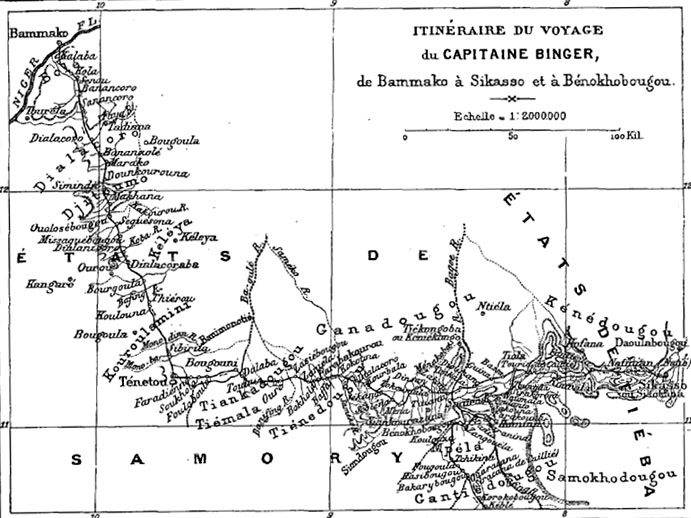
Itinéraire du voyage du Capitaine Binger, de Bamako à Sikasso et à Bénokhobougou, carte publiée dans Du Niger au golfe de Guinée de Louis-Gustave Binger en 1891.

Des itinéraires étaient déjà établis dans l'Antiquité comme en témoigne la Table de Peutinger décrivant le Cursus publicus, les routes postales de l'Empire romain. L'expression « Tous les chemins mènent à Rome » datant de la Rome antique peut aussi être rattachée à la notion d'itinéraire. En Asie, la route de la soie, un ensemble d'itinéraires pédestres de caravanes, se développe entre la Chine et le Moyen-Orient à partir du IIe siècle av. J.-C.
À partir de 1882 se développe la notion de « chemins de Compostelle », un ensemble d'itinéraires pédestres permettant depuis de nombreuses villes d'Europe de gagner la ville de Saint-Jacques-de-Compostelle, siège d'un important pèlerinage chrétien.
Avec le développement du tourisme et la démocratisation de la voiture, de la moto ou encore du vélo au XXe siècle, des itinéraires qualifiés de « touristiques » voient le jour, notamment dans des zones d'intérêt paysager tels que les côtes ou les montagnes mais aussi d'intérêt culturel ou historique. Une signalisation spécifique peut alors être mise en place afin de faire ressortir le nom de l'itinéraire au détriment de la numérotation routière. Ces itinéraires sont représentés par exemple par la route du Fjord au Canada le long du fjord du Saguenay, la route de l'Atlantique en Norvège ou encore la route Napoléon dans les Alpes françaises. Outre ces routes touristiques, les grands axes telles que les routes nationales ou les autoroutes sont susceptibles de recevoir un nom d'itinéraire. En France, des itinéraires « bis » ont été mis en place à partir des années 1970 afin de proposer des routes de substitution en cas d'embouteillages ou de fermetures (travaux, accidents).
Alors qu'un itinéraire puisse voir le jour postérieurement à la construction de plusieurs routes ou bien qu'un ensemble de routes soit construit afin de répondre à la demande de la création d'un itinéraire, il arrive qu'un itinéraire voit le jour par le changement de numérotation de la route. C'est le cas de l'U.S. Route 66 déclassée en 1985 mais qui conserve son nom officieux pour des raisons historiques.

## Construction
Un itinéraire peut être établi par consultation d'une carte et rédaction d'une feuille de route mais aussi par calcul grâce aux algorithmes de la théorie des graphes. Ainsi, depuis l'apparition des assistants de navigation personnels et des sites de calcul d'itinéraire sur internet, outre l'itinéraire le plus court et l'itinéraire le plus rapide, il est aussi possible de calculer des itinéraires évitant ou privilégiant les voies rapides et autoroutes ainsi que des itinéraires conseillés pour leur intérêt touristique ou leur consommation réduite en carburant.
Ce calcul peut aussi se faire de façon dynamique, typiquement pour tenir compte des conditions de circulation (intempéries, embouteillages, accidents, travaux, etc.).